# Trzęsienie ziemi w Aceh (2016)
Trzęsienie ziemi w prowincji Aceh – które miało miejsce 7 grudnia 2016 w trzech okręgach w prowincji Aceh w Indonezji. W jego wyniku śmierć poniosło co najmniej 102 osoby, a ponad 700 osób odniosło obrażenia.

## Trzęsienie
Wstrząs główny o magnitudzie 6.5 nastąpił w prowincji Aceh. Jego epicentrum znajdowało się w okręgu Pidie Jaya.

## Skutki
Na skutek wstrząsów wiele budynków mieszkalnych, meczetów i sklepów zostało zniszczonych, bądź uszkodzonych.